# Leucophora floralis
Leucophora floralis este o specie de muște din genul Leucophora, familia Anthomyiidae, descrisă de Robineau-desvoidy în anul 1830.
Este endemică în Franța. Conform Catalogue of Life specia Leucophora floralis nu are subspecii cunoscute.